# Schlieffen-Plan

Die ursprüngliche deutsche Angriffsplanung basierend auf dem sogenannten „Schlieffen-Plan“ aus dem Jahr 1905

Der Schlieffen-Plan war ein strategisch-operativer Plan des Großen Generalstabs im Deutschen Kaiserreich, der auf in einer Denkschrift des preußischen Generalfeldmarschalls Alfred Graf von Schlieffen festgehaltenen Gedanken basierte. Er bildete nach gründlicher Überarbeitung durch Helmuth Johannes Ludwig von Moltke eine Grundlage der deutschen Strategie zu Beginn des Ersten Weltkrieges.
Die 1905 verfasste Denkschrift sah zunächst vor, den größten Teil des deutschen Heeres im Westen gegen Frankreich einzusetzen, mit dem Nordflügel die französischen Befestigungen (Barrière de fer) zu umgehen und das französische Heer im Rücken zu fassen. Planungen Schlieffens bei einem Zweifrontenkrieg gegen Frankreich und Russland sahen vor, dass nach einem Sieg über Frankreich innerhalb weniger Wochen die Truppen nach Osten verlegt werden sollten, um gegen Russland vorzugehen. Schlieffens (von seinem Nachfolger Moltke geteilte) Absicht war, so den Krieg gegen Frankreich und Russland in zwei aufeinander folgende Feldzüge aufzuteilen. Dabei ging die deutsche Militärführung von einem noch durch den Russisch-Japanischen Krieg geschwächten Russland aus, dessen langsamer Aufmarsch gegen Deutschland von der österreichisch-ungarischen Armee wirkungsvoll verzögert werden könne.
Die Umsetzung im Ersten Weltkrieg scheiterte jedoch aus verschiedenen Gründen. So hatte sich die dem Plan zugrunde liegende politische und militärische Ausgangslage zwischenzeitlich zu Ungunsten Deutschlands verändert. Der unerwartet zähe Widerstand der belgischen Truppen und logistische Schwierigkeiten verzögerten den Vormarsch nach Frankreich erheblich. Der deutsche Angriff auf das neutrale Nachbarland war zudem Anlass für den Kriegseintritt Großbritanniens am 4. August 1914.
In der Geschichtswissenschaft wird die Frage thematisiert, wie weit das von Schlieffen verfasste Memorandum die tatsächlichen Planungen beeinflusste oder ihnen entsprach.

## Deutsche Planungen vor Schlieffen und der Ostaufmarschplan
Mit dem deutsch-russischen Rückversicherungsvertrag von 1887 hatte Reichskanzler Otto von Bismarck versucht, die Gefahr eines Zweifrontenkrieges gegen eine französisch-russische Allianz zu verringern. Der auf drei Jahre abgeschlossene Geheimvertrag sicherte beiden Staaten für den Fall eines Krieges mit einer dritten Großmacht die gegenseitige Neutralität zu. Kaiser Wilhelm II. lehnte auf Anraten von Bismarcks Nachfolger Caprivi die Erneuerung des Vertrags nach seinem Ablauf 1890 ab.
Daraufhin schloss Russland 1892 eine geheime Militärkonvention mit Frankreich, die 1894 zum Zweiverband zwischen Frankreich und Russland führte. Hieraus und aus der 1904 abgeschlossenen Entente cordiale zwischen Frankreich und Großbritannien entstand 1907 mit dem Vertrag von Sankt Petersburg die Triple Entente. Der deutsche Generalstab musste einen Plan für einen Zweifrontenkrieg vorbereiten. Anstatt jedoch darauf hinzuarbeiten, einen Krieg an zwei Fronten zu vermeiden, war der Generalstab bestrebt, einen solchen zu gewinnen.
Schlieffens Vorgänger Helmuth Karl Bernhard von Moltke der Ältere (nicht zu verwechseln mit seinem Neffen Helmuth Johannes Ludwig von Moltke, genannt der Jüngere) hatte für den Fall eines Zweifrontenkrieges einen „Ostaufmarsch“ ersonnen, der eine strategische Defensive vorsah. Das Heer sollte zu etwa gleichen Teilen auf Ost und West verteilt werden. Das Deutsche Reich sollte hiernach im Westen in der Defensive bleiben und den zu erwartenden französischen Angriff im gut zu verteidigenden Festungsgürtel in Elsass-Lothringen abwehren. Ausdrücklich warnte der ältere Moltke davor, gegen Paris zu marschieren, da die Erfahrung von 1871 gezeigt habe, wie schwierig unter diesen Umständen ein Friedensschluss ausgehandelt werden könne. Der Plan sah für den Osten vor, den russischen Angriff zurückzudrängen, dann nachzustoßen und die russischen Armeen bis zu einem strategisch wichtigen Punkt zurückzuwerfen. Die bei einem abgewehrten Angriff verfügbaren Truppen wären danach jederzeit verfügbar, um die jeweils andere Front zu verstärken. Getreu dem Primat der Politik wollte Moltke jederzeit die Möglichkeit eines Kompromissfriedens offenlassen.
Ab 1886 nahmen in Europa und in Frankreich die Spannungen und die revisionistischen Tendenzen zu. Aufgrund verstärkter Spannungen auf dem Balkan kam unter direkter Vermittlung von Reichskanzler Bismarck 1887 die Mittelmeerentente zustande, die sich gegen eine weitere Expansion Russlands richtete. Im Herbst 1887 plädierten einflussreiche Persönlichkeiten aus Militär und Diplomatie wie Friedrich August von Holstein, Helmuth Karl Bernhard von Moltke und Alfred von Waldersee für einen Präventivkrieg gegen Russland. Der Generalquartiermeister Alfred Graf von Waldersee sah einen Krieg mit Russland bereits als unvermeidbar an: „Der Kanzler hofft noch immer, um den Krieg mit Russland herumzukommen. Es wird ihm alles nichts helfen, wir treiben in den Krieg hinein, und zwar zum Frühjahr.“ Moltke trug der Furcht vor einem baldigen Krieg mit Russland Rechnung, indem er die Aufnahme militärischer Gespräche mit dem österreichischen Generalstab verlangte, bei denen für den Kriegsfall militärische Absprachen getroffen werden sollten. Sein Aufmarschplan vom Frühjahr 1888 sah nun bei einem Zweifrontenkrieg eine gemeinsame Offensive mit Österreich gegen Russland vor; im Westen sollte das Deutsche Reich bis zur Beendigung des Feldzugs gegen Russland defensiv bleiben. Was den Charakter (und die Planbarkeit) eines großen Krieges der europäischen Mächte gegeneinander betraf, endete der ältere Moltke seine Abgeordnetenlaufbahn 1890 mit einer pessimistischen Warnung vor dem Reichstag. Erwartbar sei kein Kabinettskrieg, sondern ein „Volkskrieg“ und die Heere der großen europäischen Staaten seien mittlerweile derart hochgerüstet, dass keiner auf einen schnellen und deutlichen Sieg hoffen dürfe, der die Gegner zum Einlenken zwingen würde, vielmehr drohe ein mehrjähriger, ja ein vieljähriger Krieg, in dem Siege und Niederlagen sich abwechseln würden, und „wehe dem, der Europa in Brand steckt, der zuerst die Lunte in das Pulverfaß schleudert!“.
Im August 1888 folgte auf Moltke der von ihm selbst ausgewählte Graf von Waldersee. Waldersee plagte eine damals in der deutschen Führungsschicht weit verbreitete Furcht vor einem russischen Angriff. Mehrfach (vor allem 1887, aber auch 1889) forderte er deshalb einen konzertierten Präventivschlag gegen Russland. Unter ihm blieb der Aufmarsch Ost zunächst die Grundlage für einen Zweifrontenkrieg gegen Frankreich und Russland. Er änderte Moltkes Plan jedoch graduell ab. Bei gutem Wetter wollte Waldersee weiterhin gemeinsam mit Österreich-Ungarn eine begrenzte Offensive gegen Russisch-Polen beginnen; dafür waren insgesamt bis zu sieben Armeekorps vorgesehen. Im Westen wollte er mit den dort stationierten 13 bis 15 Korps defensiv bleiben und die Rheinlinie unter allen Umständen verteidigen. Nachdem der im Kriegsfall unvermeidliche französische Angriff abgewehrt wäre, sah er, soweit aus der Gesamtlage heraus möglich, einen begrenzten Gegenangriff vor, der möglichst weite Teile des französischen Feldheeres zerschlagen sollte, bevor dieses sich auf seinen Festungsgürtel zwischen Belfort und Verdun zurückziehen könnte. Wiederum sollte keinesfalls die Eroberung von Paris als Ziel angestrebt werden. Bei ungünstigeren winterlichen Wetterverhältnissen sahen Waldersees weitere Planungen dagegen vor, im Osten zunächst strikt defensiv zu bleiben; der Plan im Westen sollte beibehalten werden.
1891 musste Graf von Waldersee seinen Posten als Generalstabschef räumen, nachdem er sich mit Wilhelm II. überworfen hatte. Nachfolger wurde nun Alfred Graf von Schlieffen, der schon in seiner ersten Denkschrift im April 1891 die Grundgedanken seines Plans entwickelte: Angriff auf Frankreich durch das neutrale Belgien und nach der Niederwerfung Frankreichs der Angriff im Osten. Aber erst seit Frühjahr 1913 bearbeitete der deutsche Generalstab den großen Ostaufmarschplan als Alternativplanung überhaupt nicht mehr weiter, was nach – inzwischen in der Geschichtsschreibung bezweifelter – Ansicht Fritz Fischers vermutlich auf eine prinzipielle Zustimmung des Kaisers zum Präventivkrieg im Kriegsrat vom 8. Dezember 1912 zurückzuführen ist.

## Schlieffens Planungen und Denkschrift

### Strategische Planungen
Schlieffen kehrte die Strategie seiner Vorgänger nach und nach um. Denn Frankreich genehmigte Russland einen Kredit, insofern das Zarenreich sein Eisenbahnnetz in Polen und im Baltikum ausbauen würde, um im Kriegsfall mit Deutschland die eigenen Streitkräfte schneller an die Front transportieren zu können. Jene Bahnlinien wären 1916 fertiggestellt worden. Außerdem wurden im Westen des russischen Reiches eine Reihe von Festungen errichtet, die sogenannte Narew-Linie. Schlieffen glaubte nicht an die Möglichkeit eines schnellen Sieges über Russland. Er zog seine Lehren aus der von Napoleon durchgeführten Invasion Russlands 1812, als das russische Heer sich tief in die Weite des Raumes zurückziehen konnte. Deshalb arbeitete Schlieffen von 1892 bis 1905 einen Plan aus, der eine deutsche Mobilmachung in kurzer Frist vorsah und darauf setzte, zunächst Frankreich in einem kurzen Feldzug zu schlagen, bevor die russische Armee vollständig mobilisiert werden konnte. Nach dem Sieg gegen Frankreich im Westen könnte Deutschland seine Truppen im Osten gegen Russland konzentrieren.
Frankreichs Ostgrenze von Verdun bis Belfort war nach 1871 durch die Barrière de fer gegen Deutschland immer stärker befestigt worden. Einen Frontalangriff auf diese Verteidigungslinie schloss Schlieffen aus, da die größten deutschen Geschütze den Anlagen nichts anhaben konnten. Er orientierte sich an der Schlacht von Cannae, in der Hannibal ein zahlenmäßig überlegenes römisches Heer geschlagen hatte, indem er es von den Flanken und vom Rücken her angriff. Den Gedanken, durch Belgien hindurch Frankreich anzugreifen nannte er erstmals 1897. Die deutschen Truppen sollten den französischen Festungsgürtel westlich von Metz und Straßburg umgehen und ein Umfassungsmanöver ausführen. Vorgesehen war eine Zangenbewegung. Der Hauptteil sollte den rechten Flügel bilden, durch Belgien, die Niederlande und das Großherzogtum Luxemburg ins nordfranzösische Hinterland vorstoßen, sich dann nach Süden wenden, die untere Seine überschreiten und sich dann nach Osten wenden. Dann sollte er die französischen Kräfte, die vom deutschen linken Flügel im befestigten Terrain Lothringens bekämpft wurden, im Rücken fassen. Ostpreußen sollte lediglich durch ein Korps verteidigt werden, seine Aufgabe und Besetzung nahm Schlieffen in Kauf.
Für die notwendigen Truppentransporte wurden in den Jahren vor dem Ersten Weltkrieg eine ganze Reihe strategischer Bahnlinien gebaut.
1893/1894 plante er in seinem Aufmarschplan 4 Armeekorps, 6 Reserve-Divisionen und 4 Kavallerie-Divisionen für den Osten ein; die verbleibenden drei Viertel des deutschen Heeres sah er nun für den Westen vor. In seiner Generalstabsreise (Ost) 1894 sah er für den Fall eines russischen Angriffs (der zwei Armeen umfassen würde und den tatsächlichen Hergang der Ereignisse bis zur Schlacht bei Tannenberg voraussah) ein Armeekorps mehr vor.
Schlieffen ließ im Mai 1900 den einflussreichen Beamten im Auswärtigen Amt Friedrich August von Holstein informieren, dass der Generalstab sich im Falle eines Zweifrontenkrieges von internationalen Vereinbarungen nicht binden lassen werde. Holstein antwortete: „Wenn der Chef des Großen Generalstabs und vollends eine strategische Autorität wie Schlieffen eine solche Maßnahme für erforderlich halte, dann sei es die Pflicht des Diplomaten, sich auf sie einzustellen und sie auf alle mögliche Weise vorzubereiten.“ Es ist unklar, ob Reichskanzler Hohenlohe-Schillingsfürst dem zustimmte, Reichskanzler von Bülow gab seine eigene Erinnerung so wieder, dass er – Bülow – 1904 oder 1905 gegenüber Schlieffen in einem Gespräch die Position vertreten habe, dass eine Verletzung der Neutralität Belgiens nur möglich sei, wenn sie nicht zuerst von Deutschland ausgehe. Wegen der besonderen Stellung des Militärs, das nur dem Kaiser, nicht aber dem Reichskanzler unterstand, gab es vor 1914 keine einzige „Kriegsratssitzung“, in der Regierungspolitiker sich an Diskussionen über die Pläne des Militärs hätten beteiligen können.
In der Generalstabsreise (Ost) 1903 kehrte Schlieffen in einem Planspiel zurück zum Gedanken, Frankreich nicht vernichtend schlagen zu können; in diesem Planspiel sind 7 Armeekorps für den Osten sowie eine „angemessene Zahl von Reserveeinheiten sowie Landwehr und Landsturm-Einheiten“ vorgesehen, die durch Truppen aus dem Westen verstärkt würden, nachdem zumindest die französische Armee zum Rückzug hinter ihren Festungsgürtel gezwungen worden war. Schlieffen sah analog dazu zwar in seinem Aufmarschplan (Variante I) 25 Armeekorps und 15 Reservedivisionen für den Krieg gegen Frankreich vor, für den Osten waren nur noch 3 Korps und 4 Reservedivisionen vorgesehen. Im alternierenden Aufmarschplan (Variante II) dagegen, der als Rückversicherung diente und eher den früheren Planungen Moltkes folgte, plante er nur etwa die Hälfte der Truppen im Westen und die andere Hälfte (insgesamt 14 Armeekorps) im Osten einzusetzen.
Um 1904 wurde der Plan erneut überarbeitet. Durch die Schwächung Russlands im Russisch-Japanischen Krieg wurde jetzt – optimistischerweise – von einem Einfrontenkrieg ausgegangen. Schlieffens erste Fassung trug nun den unmissverständlichen Titel „Angriffskrieg gegen Frankreich“. Im Zuge der Ersten Marokkokrise sah Schlieffen den Zeitpunkt gekommen, den Plan umzusetzen, jedoch lehnte Kaiser Wilhelm II. einen Krieg ab.

### Denkschrift

1. Seite der Denkschrift Schlieffens von 1905; Abschrift des verlorenen Originals im Nachlass Friedrich von Boetticher, Bundesarchiv-Militärarchiv N 323 / 19.

Als Schlieffens Verabschiedung aus Altersgründen beschlossen war, legte dieser seinen Plan noch einmal in Form einer Denkschrift im Dezember 1905 nieder, die bis heute als der Schlieffen-Plan bekannt ist. Darin wurde die Moselstellung zum Drehpunkt der deutschen Aufmarschplanung: 7/8 der Truppen sollten nördlich und lediglich geringe Kräfte südlich davon aufgestellt werden. Unter Verletzung der niederländischen, belgischen und luxemburgischen Neutralität sollten die französischen Festungen umgangen werden. Nach der Umfassung ihrer linken Flanke sollte die französische Armee geschlagen werden. Zog sich diese zurück, war geplant, die Umfassung südlich von Paris bis zurück zur Schweizer Grenze fortzusetzen, um die französische Armee gegen ihre eigene Festungsfront zu drängen und dort in einem Kessel zu zerschlagen. Der Plan von 1905 war hauptsächlich auf einen Einfrontenkrieg ausgerichtet.
Eventuell anlandende britische Truppen müssten geschlagen und die Operationen gegen die Franzosen dann fortgesetzt werden, ein Zeitpolster für diese Aufgabe plante Schlieffen nicht ein.
In dieser letzten Denkschrift finden sich mehrfach Formulierungen, die auf Zweifel Schlieffens hindeuten, ob die deutsche Armee die Probleme von hunderttausenden Soldaten auf denselben Anmarschwegen und mit außergewöhnlich hohen Marschgeschwindigkeiten überhaupt lösen könne und womöglich zahlenmäßig nicht zu schwach für die Durchführung des Planes sei, Schlieffen nannte Bedarf an acht neu aufzustellenden Armeekorps. Statt der von Schlieffen vorgesehenen 96 Divisionen hatte das Reich bei Kriegsausbruch 1914 dann lediglich 72.
Der Legende nach soll Schlieffen von seinem Aufmarsch- und Umfassungsplan gegen Frankreich derartig überzeugt gewesen sein, dass seine letzten Worte auf dem Totenbett gelautet haben sollen: „Macht mir den rechten Flügel stark!“
Schlieffens Nachfolger, Helmuth Johannes Ludwig von Moltke, verzichtete ab 1913 darauf, den Ostaufmarschplan weiterhin zu bearbeiten, wodurch Schlieffens Vorlage von 1905 zum einzig möglichen Aufmarschplan avancierte. Bis zu diesem Zeitpunkt war er routinemäßig weitergeführt worden und noch von Schlieffen in aktualisierter Form als Ostaufmarsch II vorgelegt worden. Schlieffen sah darin den Einsatz von 44 Divisionen im Osten vor.

## Operative Ausarbeitung unter dem jüngeren Moltke
Als Alfred Graf von Schlieffen 1906 aus dem Amt des Generalstabschefs ausschied, hinterließ er seinem Nachfolger Helmuth Johannes Ludwig von Moltke die Denkschrift, welche die Grundzüge des Plans enthielt. Obwohl Schlieffen auch noch als Zivilist mehrfach sein Konzept aktualisiert hatte, ging die eigentliche Ausarbeitung der operativen Feldzugspläne von Moltke aus, welcher, anders als von Schlieffen vorgesehen, den linken Heeresflügel zu Ungunsten des rechten verstärkte. Der ebenfalls für Schlieffens Nachfolge im Gespräch gewesene Colmar von der Goltz, der defensivere Vorstellungen vertrat, hätte möglicherweise den Schlieffen-Plan grundsätzlich revidiert.
Moltke („der Jüngere“) blieb jedoch in der offensiven Konzeption Schlieffens, passte den Plan aber der veränderten strategischen Lage an. Der offensive rechte Flügel, der durch Belgien stoßen sollte, behielt zwar die im ursprünglichen Plan vorgesehene Stärke, zusätzliche Kräfte wurden aber dem defensiven linken Flügel zugeteilt. Entgegen Schlieffens Rat wurde vom Jahre 1909 ab das Kräfteverhältnis zwischen dem rechten und dem linken deutschen Flügel geändert. Im Plan des Grafen Schlieffen hatte dieses Verhältnis noch 7:1 betragen, nun wurde es auf 6:2 geändert. Des Weiteren wurde der ohnehin zu schwache rechte deutsche Heeresflügel während des Vormarsches 1914 noch weiter von Truppen entblößt, weil man sich – auch hier gegen die Planung Schlieffens – zu sehr von den Festungen aufhalten ließ, deren Belagerungen Truppen banden, und außerdem – angesichts des russischen Einmarsches in Ostpreußen – zur Stärkung der Ostfront vorzeitig zwei Korps abzog, ohne dass diese angefordert worden waren. Moltke war – nach dem militärischen Wiedererstarken Russlands und seiner absehbar verkürzten Mobilisierungszeit– in seiner Überarbeitung der Planungen eigentlich von einer möglicherweise zeitweilig notwendigen Aufgabe Ostpreußens und Teilen Westpreußens bei Errichtung einer Verteidigungsstellung an der Weichsel ausgegangen, um ausreichend Truppen im Westen verwenden zu können. Einen Verlust Ostpreußens erst einmal hinzunehmen, erwies sich 1914 aber politisch als völlig unmöglich.
Moltke sah von einem Angriff auf die Niederlande ab, da er diese als „Luftröhre“ behalten wollte, um von dort im Falle eines längeren Krieges Nahrungsmittel zu importieren. Man glaubte im Großen Generalstab irrtümlich, dadurch den Kriegseintritt Großbritanniens vermeiden zu können. Zudem hätte die Eroberung und Besetzung der Niederlande die Abstellung weiterer Truppen erfordert. Die Verletzung der Neutralität Belgiens und Luxemburgs dagegen sah Moltke als ein notwendiges Übel an, weil der Raum zwischen den Vogesen und der belgisch-französischen Grenze für den Aufmarsch als zu eng galt. Um die Logistik kümmerte Moltke sich stärker als Schlieffen es getan hatte und plante – wie sich herausstellte, zu Recht – motorisierte Transportkompanien ein, um Güter auch per Lastwagen transportieren zu können; die zu überwindende Distanz verkürzte er gegenüber Schlieffens Vorstellungen dadurch, dass er seine Truppen nicht bis nach Dünkirchen marschieren, sondern bereits in Brüssel nach Südwesten einschwenken ließ. Wichtiger Unterschied zu den Planungen Schlieffens war, dass Moltkes Beschränkung auf Belgien die schnelle Eroberung von Lüttich als Nadelöhr für die vorrückenden Truppen zwingend erforderte, was den Raum- und Zeitdruck (und die Unwahrscheinlichkeit einer diplomatischen Lösungsmöglichkeit in letzter Minute) noch erhöhte.
Anders als Schlieffen konnte Moltke nicht mehr von einem geschwächten Russland ausgehen, er musste annehmen, dass Deutschland auch von Osten gefährdet war und stellte darum Truppen zum Schutz der Ostgrenze ab. Gerade diese Drohung war für ihn aber offenbar Anlass, den Ostaufmarsch gegen Russland nicht mehr weiter zu planen, er ging vielmehr davon aus, dass erst ein gewonnener Feldzug gegen Frankreich die Grundlage für einen längeren Krieg mit Russland bilden könnte. Im Osten sollten bis dahin lediglich zwecks hinhaltender Verteidigung kleinere Offensiven und Zusammenarbeit mit den österreichisch-ungarischen Truppen stattfinden.
Die Planungen des Generalstabes gingen gemäß der vorherrschenden strategischen Doktrinen davon aus, weit nach Frankreich hinein vorzudringen und die französische Armee in einer großen Schlacht zu besiegen. Für einen solch tiefen Vorstoß benötigte das deutsche Heer aus logistischen Gründen allerdings eine breitere militärische Basis als es die deutsch-französische Grenze war. Diese Notwendigkeit sowie die beabsichtigte Umgehung der südlichen französischen Festungsgürtel waren der Grund für die Besetzung Belgiens, nach einem vorherigen Ultimatum. Nach Ansicht der deutschen Heeresleitung konnte der Krieg gegen Frankreich nur dann offensiv geführt werden, wenn Belgien besetzt werden würde.

## Planungen Frankreichs
Die Stoßrichtung der durch Moltke modifizierten Planungen war Frankreich vermutlich bekannt bzw. von zumindest einigen Generälen (Victor-Constant Michel, Joseph Gallieni, Charles Lanrezac) vorausgesehen oder vorausgeahnt worden. Rainer F. Schmidt zufolge war es den Franzosen im April 1914 sogar gelungen an eine Kopie des Plans zu gelangen. Französische Planungen konzentrierten sich lange erst auf die Vertiefung der Verteidigungs- und Hinhalte-Doktrin in Form des verstärkten Festungsbaus, aber ebenso die Vertiefung der seit 1894 bestehenden Französisch-Russischen Allianz und die Forderung nach einem raschen russischen Angriff auf Deutschland im Falle eines Krieges. 1911 erhielten die Franzosen tatsächlich die (geheim bleibende) russische Zusicherung, im Falle eines Krieges Deutschland binnen vierzehn Tagen anzugreifen. Mit der Ernennung Joffres zum Generalstabschef und dem unter ihm entstandenen Plan XVII ging Frankreich von einer defensiven zu einer offensiven Militärdoktrin über: „Unter seiner Leitung gab man die für mehrere Dekaden verbindliche Maxime der Defensive auf und nahm einen Primat des uneingeschränkten Angriffs an.“ Mittel war nun kein begrenzter Gegenangriff mehr, sondern eine Offensive mit allen verfügbaren Kräften, um einen „lähmenden Präventivschlag“ auszuführen.
So würde im Konfliktfall eine französische Zurückhaltung in der Kriegserklärung den Gegner unter Zeitdruck setzen und ihn zum moralisch anrüchigen Losschlagen gegen Frankreich zwingen, wollte er nicht den russischen Angriff abwarten und damit den Zweifronten-Krieg riskieren. Ähnlich wie Schlieffen und Moltke wollte auch Joffre ursprünglich die Neutralität Belgiens sowie Luxemburgs verletzen, anders als in Deutschland wurde ihm dies von seiner Regierung aus politischen Gründen – d. h. mit Hinblick auf Großbritannien – aber untersagt.

## Planungen Großbritanniens
Bereits vor dem Krieg hatte die Admiralität Großbritanniens den Plan entwickelt, im Kriegsfall Deutschland in einem globalen Wirtschaftskrieg in die Knie zu zwingen; vorgesehen war die Blockade der See- und Kommunikationswege, die Zensur der Unterseekabel und das Abschneiden des deutschen Kaiserreichs von den internationalen Finanzmärkten. Die britischen Planungen unter Lord Desart wurden aufgegeben, nachdem die US-Regierung davon erfahren und dagegen opponiert hatte, obwohl zuvor das britische Regierungskabinett 1912 den Plan der Admiralität gebilligt hatte.
Ab 1904 hatte sich die Admiralität mit den Möglichkeiten einer auf die Güterimporte zielenden Fernblockade Deutschlands bei Vermeidung von Entscheidungsschlachten in der Ostsee beschäftigt, anders als eine die eigenen Schiffe gefährdende Blockade in der Nähe deutscher Häfen warf dies die Frage nach der rechtlichen Zulässigkeit der Behinderung der Seefahrt der neutralen Staaten und der Beschlagnahme von als Konterbande gewerteten Gütern auf ihren Schiffen auf. Der Sekretär des Committee of Imperial Defence, Maurice Hankey, entwickelte aus den entsprechenden Sachvorschlägen ab 1910 eine langfristige Blockadestrategie, die 1914 tatsächlich umgesetzt wurde.
Die britischen Heereskräfte waren nicht auf einen Krieg auf dem Kontinent ausgelegt, sondern kolonial vielfältig gebunden. 1906 hatten zwecks Stärkung der 1904 geschlossenen Entente Cordiale mit Frankreich gegenseitige und anfangs noch nicht primär auf einen Kontinentalkrieg gerichtete Gespräche der Generälstäbe stattgefunden. Ab 1910 hatte der frankophil orientierte Henry Wilson in seiner Eigenschaft als neuernannter Direktor für militärische Operationen im britischen Kriegsministerium mit der französischen Gegenseite jedoch genaue Planungen erarbeitet, die die Verlegung einer britischen Expeditionsstreitkraft zur Unterstützung Frankreichs betrafen. Wilson rechnete damit, dass die bis zu sechs zu verlegenden britischen Divisionen (trotz ihrer eher geringen Truppenstärke, 1914 konnten anfangs nur etwas weniger als 100.000 Soldaten entsandt werden) den Ausschlag zugunsten Frankreichs geben würden. Die französische Militärführung hatte ihn über die  Details des Schlieffenplans – soweit diese ihr bekannt waren – informiert, das britische Militär plante nun eine schnelle Verlegung der Truppen nach Le Havre und Boulogne, am 13. Tag nach der möglichst gleichzeitigen Mobilisierung beider Länder sollte das Expeditionskorps kampffähig in Frankreich stehen, um die französische Front bis zum Kanal zu verlängern und so den Schlieffen-Plan auszuhebeln. Rainer F. Schmidt sieht darin eine Selbstbindung der Briten an die Franzosen, die ihre Handlungen in der Julikrise 1914 vorherbestimmt habe; jedoch erfolgte die Mobilisierung der britischen Truppen nicht nach den Zeitplänen Wilsons, sondern das britische Kriegskabinett wartete erst ab und beschloss sodann die Truppen entgegen den Vorstellungen Wilsons nicht nach Frankreich, sondern nach Belgien zu senden, um dort unabhängig von den Franzosen zu operieren, was erst am Unwillen der britischen Marine scheiterte, den Transport so weit nördlich und in der im Kriegsfall gefährdeten Mündung der Schelde durchzuführen und das Expeditionskorps doch nach Frankreich führte.

## Schlieffen-Plan im Ersten Weltkrieg

### Julikrise und Eskalation
In der Julikrise 1914 sollten sich die Grundannahmen des Schlieffen-Plans und seine unflexible offensive Ausrichtung zunächst nach Westen negativ auswirken. Da eine langsame russische Mobilmachung angenommen worden war und die Alternative eines Ostaufmarsches 1913 von den Militärs fallen gelassen wurde, sahen sich die Entscheidungsträger in Deutschland unter Zeitdruck, als Zar Nikolaus II. am 30. Juli 1914 die russische Mobilmachung anordnete. Zwar sollte das mobilisierte russische Heer nicht sofort Kampfhandlungen vollziehen, doch das Deutsche Reich sah sich nun gezwungen zu handeln. Wollte man den Schlieffen-Plan erfolgreich durchführen, musste man dem Heer unmittelbar den Marschbefehl erteilen, um nicht von einem bereits mobilisierten Russland angegriffen zu werden, während noch gegen Frankreich gekämpft wurde. Dies verhinderte endgültig eine diplomatische Lösung.
Als Kriegsplan des Generalstabs war der Schlieffen-Plan eine Folge des direkten Zusammenwirkens von militärischer Führung und Oberbefehlshaber Kaiser Wilhelm II. ohne Notwendigkeit einer Mitwirkung der Reichsregierung und des Reichskanzlers (siehe dazu auch Clausewitz und das Primat der Politik). Der Chef des Großen Generalstabs hatte seit 1871 Immediatrecht beim Kaiser (Recht zum jederzeitigen Vortrag). Vor 1890 hatte es eine Fülle von militärischen Planungen gegeben, die aus der Feder des älteren Moltke stammten und beispielsweise einen Offensivkrieg im Osten vorsahen bei gleichzeitiger strategischer Defensive im Westen („Großer Ostaufmarsch“). Dies wurde ab 1913 auf Anweisung des jüngeren Moltke nicht mehr weiterverfolgt, hätte aber 1914 vielleicht einen begrenzten regionalen Krieg im Osten ermöglicht. Somit war der Schlieffen-Plan 1914 der einzige deutsche Aufmarschplan; er passte aber lediglich zum politischen Szenario eines Krieges unter Beteiligung Frankreichs und Russlands. Hervorzuheben ist, dass Schlieffen und sein Nachfolger Moltke aus rein taktischen Erwägungen bereit waren, die Neutralität Belgiens und Luxemburgs zu verletzen. Die Verletzung der belgischen Neutralität, die von den europäischen Großmächten (u. a. auch von Preußen) 1830/39 garantiert worden war, implizierte das Risiko eines Kriegseintrittes Englands. Die Entscheidung der Militärs ist von den Reichskanzlern Bülow und Bethmann Hollweg zu keinem Zeitpunkt problematisiert oder verhindert worden.

### Anfangserfolge und Scheitern
In der Praxis schlug der Plan fehl. Nach einer Reihe erfolgreicher Schlachten auf dem Vormarsch scheiterte die deutsche Westoffensive und damit der Schlieffen-Plan insgesamt in der Schlacht an der Marne. Unvorhergesehen war zuvor die russische Armee schneller als angenommen in Ostpreußen einmarschiert. Dadurch sah sich das Deutsche Reich zu Beginn des Krieges in großer Bedrängnis, so dass Moltke zwei Armeekorps nach Osten beorderte, die in der Schlacht an der Marne dann nicht mehr zur Verfügung standen.
Dazu verliefen die Grenzschlachten für deutsche Truppen wider Erwarten so erfolgreich, dass die ins Elsass einmarschierenden Franzosen zwar weit zurückgeworfen wurden, aber ihre Verbände gerade dadurch noch für Verlegungen ins Landesinnere und damit in der Schlacht an der Marne zur Verfügung standen. Schlieffen selbst hatte den Franzosen gestatten wollen, in Deutschland etwas Raum zu gewinnen, um ihre Truppen so festzubinden, Moltke jedoch gab der 6. und 7. deutschen Armee unter dem bayerischen Kronprinzen Rupprecht – auch durch unklare Generalstabsanweisungen – im Prinzip freie Hand über ihr Vorgehen selbst zu entscheiden, was diese in Ausnutzung ihrer Erfolge offensiv auslegten. Moltke verzichtete nach der erfolgreichen Abwehr französischer Großangriffe darauf, nun freie Kräfte des linken Flügels wie eigentlich vorgesehen und umsetzungsfähig vorbereitet per Eisenbahn zum rechten Flügel zu verlegen und ließ den bayerischen Kronprinzen merkwürdigerweise mit seinen Truppen stattdessen ergebnislos gegen den starken französischen Festungsgürtel vorgehen,- genau dies zu vermeiden war Grund für die Verletzung der Neutralität Belgiens gewesen.
Die großen Anfangserfolge ließen im deutschen Hauptquartier den Eindruck entstehen, der Krieg sei bereits gewonnen. Die schnelle Eroberung des Eisenbahnknotenpunktes Lüttich war gelungen, die Versorgung der vormarschierenden deutschen Truppen per Eisenbahn war damit anfänglich gesichert. Franzosen und Briten hatten die Stärke des rechten deutschen Flügels deutlich unterschätzt, die deutsche Armee setzte jedoch Reservekorps von Anfang an als vollwertige Einheiten ein und konnte so eine nicht erwartete Überlegenheit sicherstellen und für ihr stürmisches Vordringen nutzen. Briten und Franzosen mussten sich weit zurückziehen, ohne einen Haltepunkt zu finden, immer verfolgt von den vorstürmenden deutschen Verbänden. Die Entente unterlag in den Schlachten von Mons, Le Cateau und St. Quentin, Gegenangriffe verzögerten den deutschen Vormarsch lediglich und scheiterten. Die Belgier verschanzten sich in der Festung Antwerpen. Moltke selbst schloss sich einerseits dem überbordenden Optimismus an und entsandte andererseits zwei Armeekorps, die er mittlerweile für entbehrlich hielt, ins hartbedrängte Ostpreußen, obgleich sie von dort gar nicht angefordert worden waren (und auch zu spät eintrafen, um bei der erfolgreichen Abwehr der Russen zu helfen). Franzosen und Briten mussten sich unter schweren Verlusten hunderte Kilometer zurückziehen. Der Schlieffen-Plan schien zu funktionieren.
Der gegnerische Rückzug erfolgte aber in guter Ordnung und bei Verstärkung und Rückverlegung der zuvor gegen den Kronprinzen eingesetzten Kräfte, die anfängliche zahlenmäßige deutsche Überlegenheit schwand. Größere Verbände zu umfassen gelang nicht. Die Deutschen mussten weitere Truppen zur Belagerung von Antwerpen abstellen. Der Vormarsch wurde logistisch deutlich schwieriger, Moltkes Optimismus wandelte sich angesichts der weiterhin ungeschlagenen gegnerischen Truppen in Pessimismus. Den Franzosen gelang eine Neuformierung ihrer Truppen vor Paris, die sie für eine Gegenoffensive nutzen konnten. Die Schlacht an der Marne begann.
Auf dem entscheidenden rechten Flügel brach Moltke durch seinen Emissär Richard Hentsch aus Furcht vor einem französischen Gegenstoß in eine Lücke zwischen der weiterhin erfolgreich angreifenden 1. Armee unter Alexander von Kluck und der 2. Armee unter Karl von Bülow die Schlacht ab und zog sich auf eine Verteidigungslinie an der Aisne zurück. Der Kommandeur von Paris, Joseph Gallieni, und Joseph Maunoury waren im Begriff gewesen die entstandenen Lücken mit der neu zusammengefassten 6. Armee weiter zu nutzen und in sie vorzustoßen, was Moltke stark beunruhigt hatte. Den britischen Expeditionsstreitkräften war befohlen worden in enger Abstimmung mit den Franzosen zu kämpfen und auch sie kundeten die Lücken aus. Inwieweit Moltke und Hentsch mit dem Rückzugsbefehl die deutsche Armee vor einer katastrophalen Niederlage durch Umfassung bewahrten oder vielmehr die schwer angeschlagene französische Armee vor dem Zusammenbruch, lässt sich bis heute „nicht mit Sicherheit sagen“. Beide Parteien hatten ihre Verbände überlastet und litten unter Munitionsmangel, ihre Informationslage war unklar. Die Größe der deutschen Lücke war den Franzosen offenbar unbekannt. Die von Umfassung bedrohte deutsche 1. Armee kämpfte in ihren Gefechten noch erfolgreich, die Franzosen – darunter Joffres Stabschef Berthelot – überlegten ob ein weiterer Rückzug an die Seine notwendig wäre oder nicht. Möglicherweise – so die spätere Einschätzung Wilhelm Groeners – hätte die 2. Armee Bülows den Gegner im Rücken fassen und gegen die 1. Armee drängen können. Aber auch ein weiterer deutscher Sieg an der Marne hätte nicht notwendigerweise den Feldzug im Westen entschieden. Denkbar erscheint – der französische Oberbefehlshaber Joffre zeigte keinerlei Anzeichen für eine moralische Krise –, dass die französische Armee auch nach einer erneuten Niederlage ihre innere Ordnung behalten hätte und die Frontlinie einfach nur 50 bis 60 km weiter südlich im Stellungskrieg erstarrt wäre. Der Vorteil anfänglicher numerischer Überlegenheit des rechten Flügels gegenüber den Gegnern war durch französische Verlegungen verlorengegangen, logistisch waren die Schwierigkeiten des Bewegungskrieges kaum noch lösbar, ein weiterer Vormarsch hätte die Deutschen endgültig zu weit von ihren Eisenbahnendpunkten fortgebracht, wohingegen Briten und Franzosen das französische Eisenbahnnetz für Verschiebungen nutzen konnten.
Der durch Moltke überarbeitete Schlieffen-Plan war gescheitert. Moltke brach angesichts dessen psychisch unter der Überlastung zusammen und wurde faktisch, bald auch offiziell, durch Erich von Falkenhayn ersetzt. Französische Gegenangriffe gegen die deutsche Rückzugslinie wurden in der Schlacht an der Aisne abgewiesen, die Front erstarrte im Stellungskrieg.

### Überspannung der Kräfte
Vom militärischen Standpunkt aus überspannte der Plan die deutschen Kräfte:
- Die Annahme, Frankreich – wie 1870 – innerhalb weniger Wochen schlagen zu können, berücksichtigte weder die Tatsache, dass es sich seinerzeit um eine sehr günstige Konstellation gehandelt hatte, noch die neueren waffentechnischen Entwicklungen, die den Verteidiger in einen Vorteil setzten und die schon seit dem Russisch-Japanischen Krieg 1905 abzusehen waren.
- Selbst 1870 hatte es nach dem Sieg bei Sedan sechs Monate gedauert, Frankreich, das damals allein stand, zur Kapitulation zu bewegen. Während dieses Zeitraums waren die deutschen Truppen vor Ort gebunden. Obwohl die Annexion Elsaß-Lothringens die Wegstrecke von der deutschen Grenze nach Paris verkürzt und die kriegswirtschaftlich bedeutende Schwerindustrie Frankreichs geschwächt hatte, war es optimistisch anzunehmen, dass ein von Großbritannien und Russland unterstütztes Frankreich mit einem deutlich vergrößerten Heer diesmal schneller kapitulieren würde. Die schier unlösbare Schwierigkeit, die starke französische Feldarmee vernichten zu müssen um sie ausschalten zu können wurde im Großen Generalstab durchaus thematisiert[53], führte aber nicht zu einer Aufgabe des Plans.
- Seit 1897 wurde die Flotte gegenüber dem Heer bei der Zuteilung von Mitteln bevorzugt – u. a. auch gegen den Protest Schlieffens. Dies ging auf Kosten der Aufstellung weiterer Heereseinheiten, die 1914 nützlich gewesen wären.
- Der deutsche Generalstab glaubte, Russland benötige sechs bis acht Wochen zur Mobilisierung. Das war bereits deutlich schneller als zu Schlieffens Zeiten, Moltke plante für den Fall einer schnellen Invasion von Osten die zeitweilige Aufgabe Ostpreußens und eine Auffangstellung an der Weichsel. Das erwies sich aber politisch als vollkommen undurchsetzbar[32].
- Bereits das Originalkonzept des Plans von Schlieffen konnte die logistischen Probleme, die aus dem vorgesehenen konzentrierten und rapiden Vormarsch von etwa 30 Armeekorps auf engem Raum mit ungeklärter Versorgung insbesondere auf dem rechten Angriffsflügel entstanden, letztlich nicht befriedigend lösen. Martin van Creveld bewertete es als erstaunlich, dass die deutschen Truppen trotz dieser gravierenden Erschwernisse überhaupt so weit kamen[54].

Basil Liddell Hart und Bernard Montgomery sahen den Hauptfehler des Schlieffen-Plans in der nicht ausreichend berücksichtigten Kapazitätsvergrößerung des Transportwesens in den Jahrzehnten vor dem Krieg:

„Der Plan hätte vielleicht in die napoleonische Zeit gepasst, aber jetzt seien die Franzosen in der Lage gewesen, Truppen mit der Eisenbahn entlang der Sehne des ‚Sichelschwungs‘ hinter der Front zu verschieben, und deshalb habe er in moderner Zeit nur geringe Aussichten auf Erfolg gehabt. 1914 versagte der Schlieffen-Plan aus logistischen Gründen. Der Vorstoß deutscher Infanterie und bespannter Verbände wurde durch zerstörte Brücken und Eisenbahnlinien aufgehalten, während die Franzosen auf der Eisenbahn schneller waren.“

## Planungsähnlichkeiten im Zweiten Weltkrieg
Im Zweiten Weltkrieg plante das Oberkommando des Heeres (OKH) eine Operation, die dem Schlieffen-Plan des Ersten Weltkriegs ähnlich war. Der Plan verfolgte das Ziel, den Alliierten mittels eines schnellen Angriffs durch Belgien in die Flanke zu fallen. Dabei sollten die gegnerischen Heere getrennt und zurückgetrieben, aber nicht vollständig vernichtet werden. Nach dem Mechelen-Zwischenfall am 10. Januar 1940 wurde dieser Plan aufgegeben; Hitler übernahm den von Erich von Manstein entwickelten Sichelschnittplan (Angriffsschwerpunkt in den Ardennen), der im Westfeldzug 1940 erfolgreich realisiert werden konnte.
Die in der Konzeption dem Sichelschnittplan ähnliche Ardennenoffensive Ende 1944 schlug hingegen fehl.